# (4297) Eichhorn
(4297) Eichhorn ist ein Hauptgürtelasteroid, der am 19. April 1938 von Wilhelm Dieckvoß von der Hamburger Sternwarte aus entdeckt wurde. 
Der Asteroid ist nach dem österreichisch-US-amerikanischen Astronom Heinrich Karl Eichhorn (1927–1999) benannt. 